# ERG (音楽ユニット)
ERG（エルグ）は日本の女性ダンス&ボーカルグループ。EnterVision、EVAエンターテインメント所属。レーベルはユニバーサルミュージック。
2019年に『アジアを視野に、令和を代表していく、本格・実力派の7duo Dance Vocal group‼︎』としてデビューした。メンバーチェンジを経て、2024年1月新体制メンバー6人によってスタートをする。

## 略歴
2019年
- 4月27日、Twitter上でグループの結成およびメンバーが発表[1][2]。
- 9月22日、タワーレコード渋谷店 B1 CUT UP STUDIOにてお披露目[3]。
- 12月11日、ユニバーサルミュージックからDEBUT SINGLE『Soldier of Love』をリリース[3]。
- 12月14日、『ERG DEBUT RELEASE Commemorative event』にてミッション指令が発表[4]。

2020年
- 2月1日、Twitter上で1st ワンマンLIVE『ERG 1st ONE-MAN〜the first step on a journey〜』の詳細が発表[5]

2021年
- 6月28、オフィシャルサイトにてERG活動休止を発表。[6]

2024年
- 1月28日、新体制メンバーでの『ERG Live concert 2024 -RE:Born-』を渋谷ストリームホールにてワンマンライブ開催[7]
- 2月5日 、2月9日開催の『eite』ショーケース『eite JAPAN "one off " SHOWCASE／INDEPENDENT WOMAN〜』のOA出演をオフィシャルサイトにて発表。[8]
- 2月12日、En STUDIO MIYASHITA PARKにおいて開催される【 Charity Showcase -能登半島 震災支援募金- 】にてパフォーマンスを披露する。[9]
- 3月22日、GRIT at ShibuyaにてDippin'SHE主催イベントDippin'SHE pre.【Great Dangerous Party vol.V】にてパフォーマンスを披露する。[10]
- 4月12日、Shibuya DIVEにてOtani pre.【Music has no borders~3rd Anniversary TOUR~TOKYO FINAL】に出演。[11]
- 4月22日、五反田G6 ガールズパンチに出演。[12]
- 4月27日、OSC湘南シティオープンモールステージにて開催されたフリーライブ「 LIVE Olympic 」に出演。[13]
- 5月16日、代々木ミューズホールにてMEMORI定期イベント『三千年の記憶3.0』に出演。[14]
- 5月22日、西永福JAMにてUKISEIKO vol.8に出演。[15]
- 5月23日、GRIT at Shibuyaにて開催のOtani pre.【Music has no borders vol.88】に出演。[16]
- 5月25日、LUMINE 0（ゼロ）にて開催の『INN Fes vol.04』にてパフォーマンスを披露する。[17]
- 6月2日、X、InstagramにてNew group visual photoを公開。
- 9月1日　X、Instagramにて2回目となる単独ライブERG Release Commemoration LIVE−SWEET LOVE- を発表する。
- 9月28日　韓国市内SHOWKING KPOP CENTERにてWe;Na ×ERG Korea/JapanFriendship Special Liveを開催、韓国にてパフォーマンスを披露。

## メンバー
SARI -  ERG (@sarinko_erg) - Instagram ERG (@SARI_ERG) - X（旧Twitter）ERG
SAKI - ERG (@saki_dakedosa) - Instagram ERG (@SAKI_ERG) - X（旧Twitter） ERG
AI - ERG (@na__m.0) - Instagram ERG (@AI_ERG1029) - X（旧Twitter）ERG
KOA - ERG (@yk43__erg) - Instagram ERG (@ErgKoa) - X（旧Twitter）ERG
YUA - ERG (@__yua_.erg__) - Instagram ERG (@YUA_ERG) - X（旧Twitter）ERG
RAIN - ERG (@__.ra1z) - Instagram ERG (@RAIN_ERG) - X（旧Twitter）ERG

## 作品

### シングル
| 枚 | 発売日         | タイトル        | 収録曲 | 動画                  | オリコン最高位 | 販売形態  |
| -- | -------------- | --------------- | --- | --------------------- | -------------- | --------- |
| 1  | 2019年12月11日 | Soldier of Love | 初回限定盤・通常盤A 1. Soldier of Love 2. JOY! Your Journey 3. Fall in LOVE 通常盤B 1. Soldier of Love 2. JOY! Your Journey 3. Delete | 「Soldier of Love」MV | 37位           | CD+DVD CD |

## ライブ・イベント

### 単独ライブ・単独イベント
- ERG DEBUT LIVE（2019年9月22日、タワーレコード渋谷店 B1 CUT UP STUDIO）
- ERG DEBUT RELEASE Commemorative event（2019年12月14日、PINKS 渋谷）
- ERG 1st ONE-MAN〜the first step on a journey〜（2020年4月26日、青山RizM）
- ERG Live concert 2024 -RE:Born-（2024年1月28日、渋谷ストリームホール）

### イベント
- LANA presents live 『ユメミライ』（2019年10月19日、池袋Red-Zone）
- BiRi JAM２（2019年11月26日、渋谷 Veats）
- More Joynt!!!（2020年1月13日、KMAパラダイスホール）
- Burn Up vol.1（2020年2月14日、渋谷Veats）
- One Step vol.5（2020年2月22日、湘南台chacara）
- 『eite JAPAN "one off " SHOWCASE／INDEPENDENT WOMAN〜』OA出演（2024年2月09日、Spotify O-EAST）
- 【 Charity Showcase -能登半島 震災支援募金- 】（2024年2月12日、En STUDIO MIYASHITA PARK）
- Dippin'SHE pre.【Great Dangerous Party vol.V】（2024年3月22日、GRIT at Shibuya ）
- Otani pre.【Music has no borders~3rd Anniversary TOUR~TOKYO FINAL】（2024年4月12日、Shibuya DIVE ）
- ガールズパンチ（2024年4月22日、五反田G6 ）
- LIVE Olympic（フリーライブ）（2024年4月27日、OSC湘南シティ ）
- MEMORI定期イベント『三千年の記憶3.0」（2024年5月16日、代々木ミューズホール）
- UKISEIKO vol.8（2024年5月22日、西永福JAM）
- Otani pre.[Music has no borders vol.88］（2024年5月23日、GRIT at Shibuya）
- 「INN Fesvol.04』（2024年5月25日、LUMINE O（ゼロ））
- 「BONDS×BONDS LIVE 2024 vol.1」（2024年6月1日、GOTANDA G６）
- 『CUTE CRESCENDO op.06』（2024年6月2日、GOTANDA G6）
- 『INN Fes vol.05』（2024年6月15日、LUMINE 0（ゼロ））
- 『TOKYO GIRLS CONNECTION 』（2024年6月17日、渋谷star lounge）
- Otani pre.【Music has no borders ~Otani Birthday】（2024年6月21日、GRIT at Shibuya）
- 「ヒクテアマタ vol.4」（2024年6月22日、下北沢シャングリラ）
- 『セカイべフェス vol.51 〜七夕スペシャル〜』（2024年7月7日、GOTANDA G7）
- 『IDOL SPIRITS  7月号生誕祭祭り』（2024年7月21日、GOTANDA G7）
- 『アイドルスクランブル Special』（2024年7月28日、品川クラブeX）
- 「We;Na 1st 長期ライブ  IN TOKYO "SUMMER STORY TOGETHER!!"DAY1」（2024年8月8日、K-Stage O!）
- 「We;Na 1st 長期ライブ  IN TOKYO "SUMMER STORY TOGETHER!!"DAY2」（2024年8月18日、K-Stage O! ）
- 「We;Na 1st 長期ライブ  IN TOKYO "SUMMER STORY TOGETHER!!"DAY3」（2024年8月24日、K-Stage O! ）
- 「We;Na 1st 長期ライブ  IN TOKYO "SUMMER STORY TOGETHER!!"DAY4」（2024年8月30日、四谷Honey Burst）
- 「We;Na 1st 長期ライブ  IN TOKYO "SUMMER STORY TOGETHER!!"DAY5」（2024年8月31日、K-Stage O! ）
- We;Na ×ERG Korea/JapanFriendship Special Live （2024年9月28日、韓国SHOWKING KPOP CENTER）